# Гудков, Геннадий Владимирович
Генна́дий Влади́мирович Гудко́в (род. 15 августа 1956, Коломна, Московская область) — российский предприниматель, политик, оппозиционер, полковник ФСБ России в отставке.
Председатель Центрального комитета Народной партии Российской Федерации (2004—2007), депутат Государственной Думы Российской Федерации, третьего, четвертого, пятого и шестого созывов (2001—2012), заместитель председателя комитета ГД по безопасности, заместитель руководителя фракции «Справедливая Россия» в Госдуме РФ, секретарь центрального совета партии. Российский политик, публицист. Депутат 3, 4, 5 и 6 созывов Госдумы РФ, зампред думского комитета по безопасности. Лишён мандата депутата ГД 14 сентября 2012 года в связи с нарушением статуса депутата. Ранее — глава подкомитета по законодательству в сфере охранной и детективной деятельности. Сопредседатель политической партии «Альянс зелёных и социал-демократов» (2014—2015).

## Биография
Родился 15 августа 1956 года в Коломне. Мать преподавала в школе русский язык и литературу, отец был инженером на заводе тяжелых станков. Дед по отцовской линии, Пётр Яковлевич Гудков, был одним из помощников Н. И. Бухарина, работал в типографии «Известий», после ареста Бухарина, спасаясь от репрессий, уехал в деревню. Бабушка по отцовской линии, Рената Глебовна, — работник института, во время Гражданской войны работала в штабе командарма М. В. Фрунзе. Дед по материнской линии, Владимир Сергеевич Хованский, стал жертвой сталинских репрессий.
В семнадцатилетнем возрасте написал письмо Юрию Андропову, чтобы выяснить, как можно начать службу в КГБ.
В 1978 году окончил факультет иностранных языков Коломенского государственного педагогического института по профессии преподаватель английского языка. Учась в пединституте, подрабатывал на свадьбах игрой на баяне. Был заместителем секретаря комитета комсомола вуза.
После окончания вуза был призван на срочную службу в Советскую армию на два года. Во время службы вступил в КПСС. В 1980 году вернулся из армии в Коломну. Работал в Коломенском горкоме ВЛКСМ, сначала инструктором, а затем — заведующим отделом спортивной и оборонно-массовой работы.
С 1982 года по январь 1993 года работал в органах госбезопасности СССР. Окончил школу контрразведки и Академию внешней разведки. Уволен в 1992 году без права ношения военной формы одежды с должности оперуполномоченного УМБ РФ по г. Москве и Московской области, воинское звание на момент увольнения — майор. Во время службы в Коломенском горотделе КГБ увлекался чтением «антисоветской» литературы.
Как депутату Госдумы присвоены воинские звания: подполковник запаса (1999) и полковник запаса (2003).
С 1992 года (ещё до увольнения с военной службы) — президент охранного объединения «Оскордъ», вице-президент московского международного фонда содействия ЮНЕСКО.
Создатель и владелец группы компаний «Оскордъ» — холдинга охранных агентств, развившегося в 1990-е годы бизнеса. По сообщениям СМИ, к 1996 году в фирме работало около трех тысяч человек, из которых больше половины составляли бывшие сотрудники спецслужб и правоохранительных органов.
Через третьих лиц контролирует ряд ЧОПов, среди которых — «Оскордъ», «Потан» а также в родном городе Коломна — «Арсенал», «Сармат», «Аванпост», расположенных по адресу ул. Партизан, д. 2.
В 1997—2001 гг. Гудков был членом консультативного совета при директоре ФСБ, в который входили руководители частных охранных компаний.
С 2019 года постоянно проживает в своем доме в Болгарии (в городе Варна), куда он срочно прибыл из России летом 2019 года, опасаясь, по его словам, неминуемого ареста.
10 марта 2023 года Минюст РФ признал Гудкова «иностранным агентом».
27 февраля 2024 года был внесён Росфинмониторингом в «реестр экстремистов и террористов».
24 апреля 2024 года Сыктывкарский городской суд заочно арестовал Гудкова по обвинению в создании «террористического сообщества», финансировании «террористической деятельности» и публичных призывах к терроризму. Вместе с ним были заочно арестованы другие члены Совета Форума свободной России— Гарри Каспаров, Иван Тютрин и Евгения Чирикова. СМИ связали уголовное преследование оппозиционеров с аукционом в поддержку российских добровольцев, воюющих за Украину, которой был проведен Форумом свободной России в ноябре 2023 года.

## Политическая карьера
С 2001 года — депутат Государственной Думы РФ от Коломенского одномандатного округа (свободный мандат появился после смерти в 2000 году действующего депутата-одномандатника Г. С. Титова). В парламенте вошел в депутатскую группу «Народный депутат», а также стал председателем подкомитета по законодательству в сфере охранной и детективной деятельности. Тогда же стал заместителем председателя Народной партии РФ (НПРФ), которую тогда возглавлял Геннадий Райков.
С избранием депутатом Государственной думы, из-за запрета заниматься коммерческой деятельностью на посту государственной службы, передал свою должность президента объединения структур безопасности ЧОП «Оскорд» (к тому времени, по данным СМИ, занимавшего лидирующие позиции на рынке охранных услуг) своей супруге Марии Гудковой, оставшись его владельцем.
В апреле 2002 года входил в группу депутатов — лоббистов интересов частных охранных предприятий, направивших на рассмотрение в Государственную Думу РФ законопроект № 200212-3, которым предусматривалось оставить государственной ведомственной охране право осуществлять охрану только объектов государственной формы собственности. Негативными последствиями принятия указанного законопроекта стала бы передача большинства объектов инфраструктуры Российской Федерации и перевозимых грузов под охрану частных охранных предприятий, что означало бы фактическую ликвидацию системы государственной ведомственной охраны и ослабление защиты особо важных объектов негосударственной формы собственности. 10 декабря 2002 года депутаты отозвали законопроект.
Гудков снова в 2003 году был избран депутатом Госдумы от Коломенского округа, набрав 46,97 % голосов избирателей. За НПРФ по итогам выборов проголосовало лишь 1,18 % избирателей, и партия в парламент не прошла. В итоге Гудков и некоторые другие члены НПРФ вошли во фракцию «Единая Россия».
В апреле 2004 года на съезде НПРФ было принято решение об избрании Гудкова председателем партии вместо Райкова. Некоторые СМИ связывали уход Райкова с расколом в Народной партии, который был связан с тем, что Гудков выступал за поддержку «Единой России», и возможное последующее присоединение к партии власти, а Райков же придерживался противоположной позиции. Однако, после ухода Райкова и продолжительных переговоров присоединение так и не состоялось.
В сентябре 2006 года Гудков сообщил СМИ о возможном объединении Народной партии с рядом других партий. При этом он заявил, что получившаяся в результате слияния новая партия могла бы называться «самые правильные левые». И 6 ноября 2006 года Гудков, Геннадий Семигин (лидер партии «Патриоты России»), Геннадий Селезнёв (Партия возрождения России) и Алексей Подберезкин (Партия социальной справедливости) подписали соглашение о создании общего координационного совета. 13 ноября к ним присоединился председатель Социал-демократической партии России Владимир Кишенин. Совет своей целью ставил объединение усилий перед региональными выборами в марте 2007 года, создание левоцентристской партии, чтобы повысить свои возможности конкурировать с другой левой партией — «Справедливой Россией», которая возникла после слияния Партии жизни, «Родины» и Партии пенсионеров. В тот период сам Гудков определял свои взгляды как умеренные социал-демократические. В ряде интервью он заявлял, что предпочтительной формой власти считает парламентскую республику, где главной фигурой будет премьер-министр, а не президент. При этом Гудков критиковал структуру современной российской власти, отметив, в частности, что «даже у Екатерины II не было таких полномочий, как у президента РФ Владимира Путина». Гудков назвал порядок управления РФ «абсолютной монархией образца XVIII века».
Обещанного объединения левоцентристских сил в итоге не произошло. Но зато в феврале 2007 года было заявлено, что «Народная партия» намерена присоединиться к «Справедливой России». 13 апреля 2007 года стало известно об избрании Гудкова в политбюро «Справедливой России» после того, как тот покинул «Единую Россию».
В декабре 2008 года предложил вернуть рекламу пива в российские СМИ в полном объёме, чтобы помочь телевидению, радио и печатным изданиям в условиях финансового кризиса. Но при этом сохранялась возможность вернуться к прежним ограничениям на рекламу пивной продукции после улучшения экономической ситуации. Законопроект так и не был принят.
На выборах в Государственную думу шестого созыва, состоявшихся 4 декабря 2011 года, Гудков возглавил один из региональных списков «Справедливой России» от Москвы и вновь был избран депутатом. Главой партийной фракции был избран Сергей Миронов, а Гудков стал его заместителем. Когда итоги выборов были объявлены, Гудков заявил о множестве нарушений и предложил КПРФ и ЛДПР отказаться от депутатских мандатов и добиться проведения перевыборов. Но никто отказываться от мандатов так и не стал.
28 сентября 2011 года на пресс-конференции в «Комсомольской правде» Геннадий Гудков обнародовал факты, связанные с госзакупками. На покупку авто для чиновников всех уровней в год уходит порядка 6 млрд рублей. Кроме того, Геннадий Гудков внес в Госдуму законопроект об ограничении покупательной способности госслужащих. Один из авторов документа — Алексей Навальный.
14 мая 2013 года был выдвинут кандидатом на выборы губернатора Московской области от партии «Яблоко»
. 8 сентября в единый день голосования получил 4,43 % (92 977 голосов).

### Участие в протестных акциях

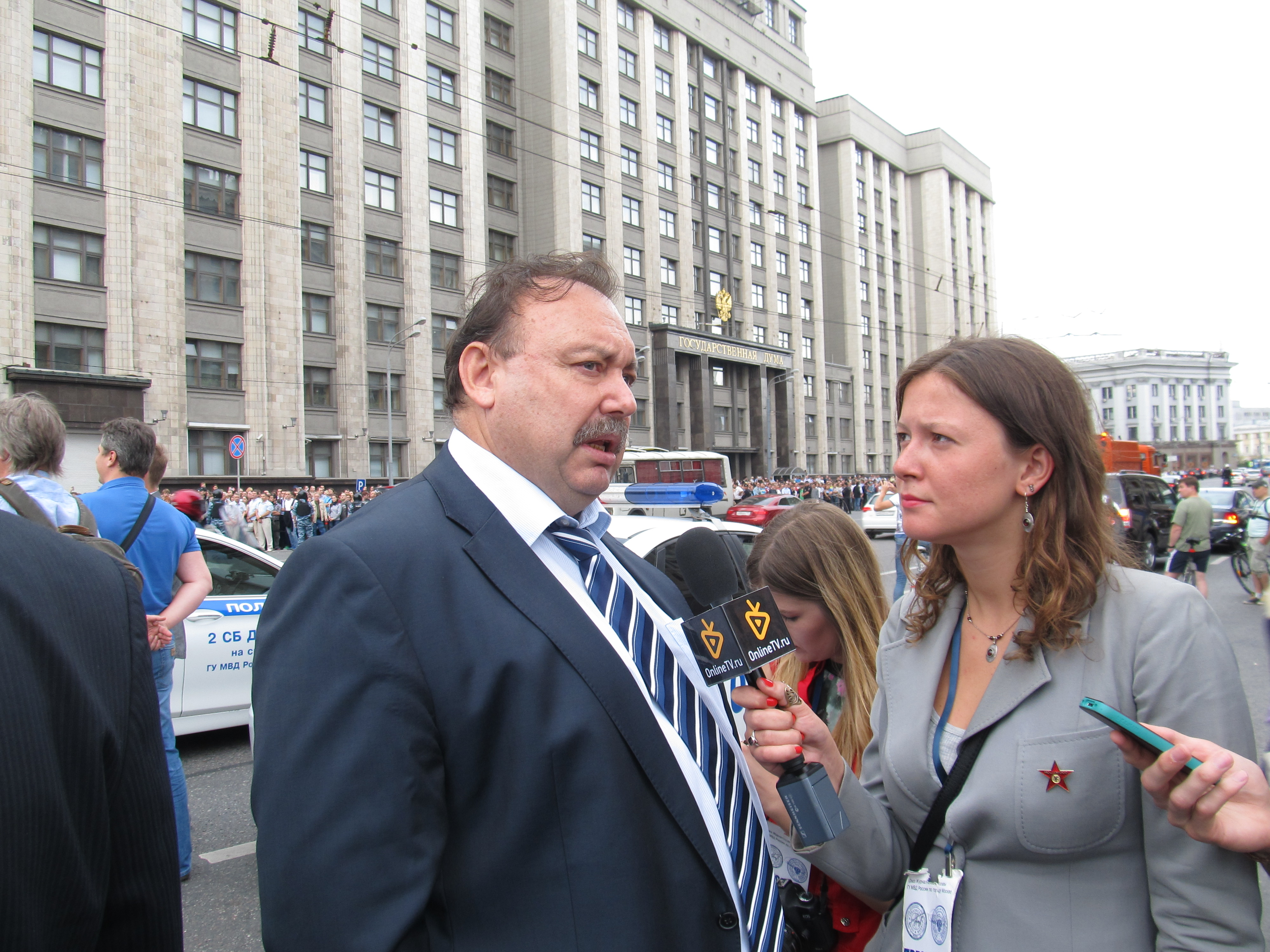
Геннадий Гудков даёт интервью на несогласованной акции протеста против обвинительного приговора Алексею Навальному 18 июля 2013 года

Гудков выступил вместе с Алексеем Навальным, Борисом Немцовым и другими общественными деятелями в качестве одного из организаторов митинга «За честные выборы», прошедшего 24 декабря 2011 г. в городах России и в Москве собравшего, по разным оценкам, от 29 тысяч до более чем ста тысяч человек. Во время выступления на митинге на Болотной площади заявил, что сдаст депутатский мандат после отнятия мандатов у правящей партии.

### Лишение депутатского мандата
14 сентября 2012 года Государственная Дума лишила депутатского мандата Геннадия Гудкова путём открытого голосования. СКР и Генпрокуратура обвинили его в нарушении закона «О статусе члена Совета Федерации и статусе депутата Государственной думы Федерального Собрания Российской Федерации». В обвинении содержалось три пункта:
- Показания гражданина Болгарии Ивайло Зартова, заявившего, что Гудков занимался незаконной коммерческой деятельностью и отмывал деньги за рубежом;
- 5 июля 2012 года Гудков вместе с женой Марией подписал документ о продлении полномочий гендиректора микрорынка «Коломенский строитель», что указывает на его незаконное занятие бизнесом;
- Запрос Гудкова в московскую прокуратуру в связи с проверкой ЧОП «Пантан», что также должно свидетельствовать об осуществлении депутатом коммерческой деятельности.

Сам же Гудков все обвинения отрицал и указывал на отсутствие прямых доказательств. В ответ пообещал обнародовать компромат на членов партии «Единая Россия», а затем попросил не голосовать против него.
«За» лишение мандата выступила большая часть фракции «Единая Россия» и ЛДПР (291 голос; 64,7 % от общего числа депутатов). «Против» высказались «Справедливая Россия» и КПРФ (150 голосов). Трое при голосовании воздержались.
В октябре 2012 года Парламентская ассамблея Совета Европы осудила лишение Геннадия Гудкова депутатского мандата без судебной процедуры.
1 ноября 2012 года стало известно: Следственный комитет не нашёл оснований для возбуждения уголовного дела против бывшего депутата. Это следует из официального ответа заместителя генерального прокурора Виктора Гриня Вадиму Соловьеву, в котором говорится, что 21 сентября и 8 октября СКР вынес постановления об отказе в возбуждении дел за незаконное предпринимательство.
В конце декабря 2012 года Конституционный суд РФ сохранил неприкосновенность за Гудковым.

### Исключение из партии «Справедливая Россия»
В январе 2013 года, после участия в «Марше против подлецов», бюро президиума центрального совета партии «Справедливая Россия» предъявило отцу и сыну Гудковым ультиматум — уйти или из Координационного совета оппозиции, или из партии. Гудковы отказались выходить из КС.
13 марта 2013 года решением Бюро президиума Центрального совета партии Геннадий и Дмитрий Гудковы были исключены из партии Справедливая Россия «за действия, наносящие вред партии». Вопрос об их исключении поставил лидер справороссов Сергей Миронов.
Обращаясь к членам Бюро, Геннадий Гудков заявил о невозможности сделать выбор между «Справедливой Россией» и работой в КСО. Заверив о готовности принять любое решение однопартийцев, он выразил уверенность, что «Справедливая Россия» «совершает стратегическую ошибку подыгрывания власти».
После исключения Гудковых депутаты Илья Пономарёв и Валерий Зубов публично раскритиковали решение Бюро. 14 марта он объявил о приостановлении партийной деятельности до осеннего съезда партии и намерении создать межфракционную группу депутатов в Госдуме с предварительным названием «Альтернатива». В неё могли войти парламентарии из разных партий, «желающие остаться независимыми и не вступать в ряды создаваемой единой партии власти». Лидер партии Гражданская платформа Михаил Прохоров поддержал эту инициативу и сообщил о том, что он и его партия собираются использовать «эту площадку как возможность для продвижения своих законопроектов» в парламенте.
Спикер Госдумы Сергей Нарышкин предположил, что у Дмитрия Гудкова будет «особый статус».
15 марта 2013 года стало известно о том, что восемь депутатов (Леонид Левин, Николай Лакутин, Игорь Зотов, Джамал Гасанов, Алексей Митрофанов, Вадим Харлов, Владимир Машкарин и Владимир Парахин), отстраненных от работы во фракции «Справедливая Россия» и объединившихся в независимую группу, рассматривают для себя возможность вернуться к взаимодействию с эсерами. Часть из них была отстранена от работы во фракции за нарушение партийной дисциплины, когда проголосовала за кандидатуру Дмитрия Медведева на пост премьер-министра, а другая часть заявила о своем неприятии радикализации партии из-за поддержки и участия в акциях протеста. Политолог Михаил Виноградов посчитал это реакцией властей на лояльность партии, проявившуюся в исключении Гудковых.

### Создание партии и объединение
14 марта 2013 года заявил о создании собственной партии. 15 декабря того же года была учреждена социал-демократическая политическая партия «Социал-демократы России» (СДР), председателем которой был избран Геннадий Гудков. В руководство партии также вошли исключенные из партии Справедливой России депутаты, его сын Дмитрий Гудков и Илья Пономарёв. На съезде были определены союзники новой партии, было решено создать коалицию с партиями Яблоко, от которой он баллотировался в губернаторы, партией Народный альянс и экологической партией Альянс зелёных.
Осенью 2013 года участвовал в выборах губернатора Московской области, где был поддержан партией «Яблоко» и занял третье место (4,43 %).

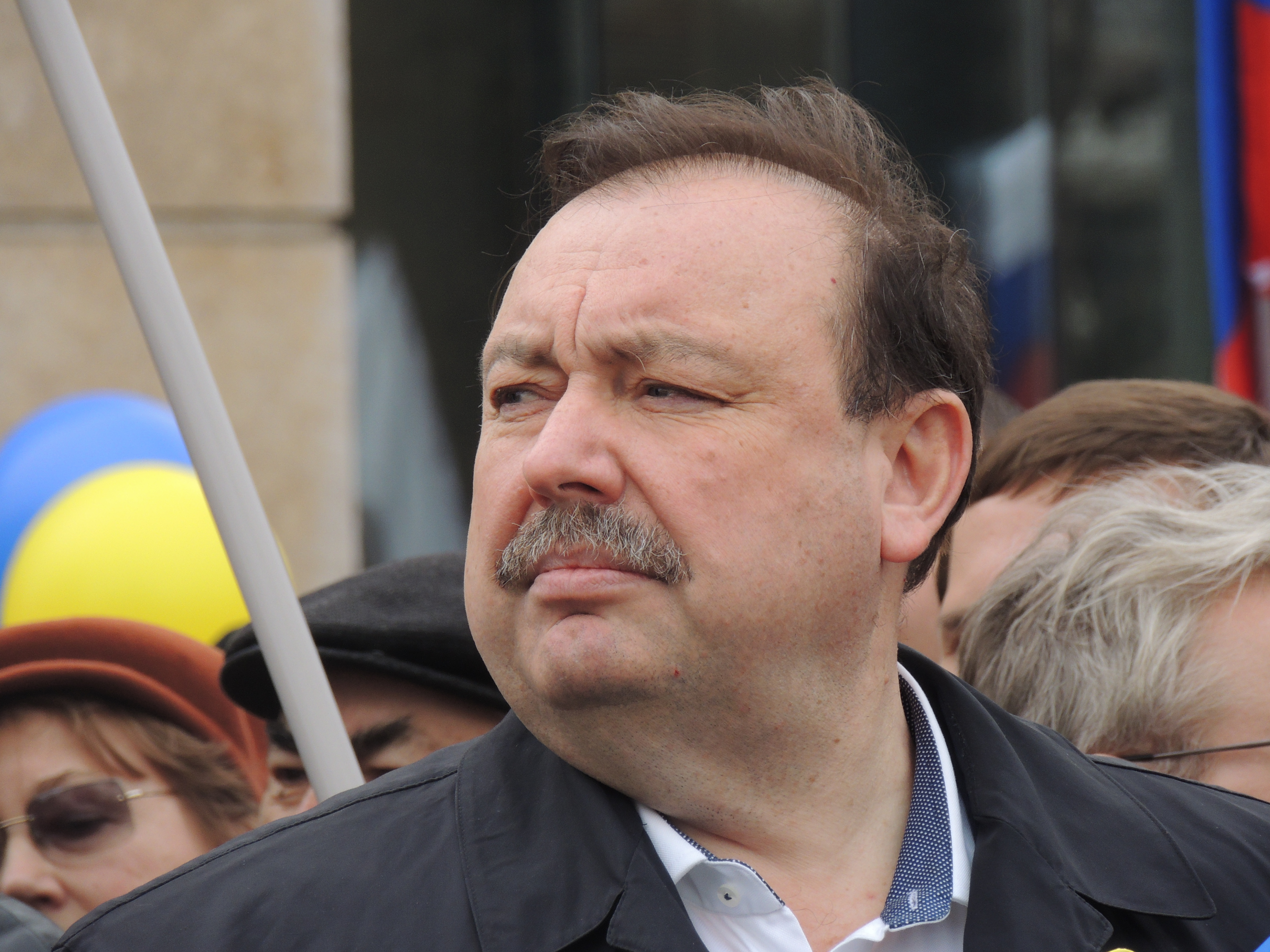
Гудков в 2014 году

25 января 2014 года на внеочередном съезде Альянс зелёных и «Социал-демократы России» объединились в партию с новым названием «Альянс зелёных и социал-демократов», в которой Геннадий Гудков занял должность сопредседателя.
8 октября 2014 года Геннадий Гудков ушёл с этого поста и покинул партию. Своё решение он объяснил давлением, которое оказывается на партию в обстановке общего обострения политической ситуации, вдобавок его председательство не способствует освобождению сопредседателя партии Глеба Фетисова.
12 декабря 2015 года на IV съезде партии пост сопредседателя партии был упразднён.

### Блогер
13 марта 2021 года в своём блоге на сайте «Эха Москвы» написал:
Безусловно, режим будет спешно вооружаться и готовиться к войне, в первую очередь, с соседями, а также активно вмешиваться в «горячие» точки на планете. В условиях тотального системного кризиса в России вооружённый конфликт остаётся для Кремля, пожалуй, единственным средством «сплочения нации» вокруг прогнившего режима, а также инструментом международного шантажа и игры на противоречиях современного мира.

## Критика
В 2001—2007 годах Гудков остро критиковал оппозицию, утверждал, что бывших КГБ-шников не бывает, высказывался за уголовное преследование Лимонова за оппозиционную деятельность. Затем взгляды политика поменялись на социал-демократические, а после протестов 2011—2012 годов и изгнания из Госдумы он примкнул к лагерю либералов.

### «Лишение водительских прав»
В конце сентября 2011 года в рамках рейда против незаконно установленных мигалок сотрудники дорожной полиции остановили в центре Москвы автомобиль Audi Q7 с государственным номером Е 404 РЕ 177, принадлежащий Геннадию Гудкову. Гудков, опаздывавший на совещание, не дождался, когда полицейские ему вернут права, и уехал (управляя автомобилем без водительских прав). Дело получило широкую огласку в СМИ, где происшествие ошибочно назвали «лишением прав». Однако, 1 октября 2011 года сам Геннадий Гудков сообщил, что ему вернули права и наложили штраф в 500 рублей.

### Видео о переговорах с Рыжковым
В январе 2012 года в интернете появилось видео, на котором фигурируют Геннадий Гудков и сопредседатель ПАРНАСа Владимир Рыжков, датированное 13 января 2012 года. Они в одном из столичных кафе вели переговоры на темы сотрудничества между собой. Одной из важных тем был «заговор против Миронова», где говорилось, что Гудков надеется на плохой результат Миронова на предстоящих выборах и то, что он сам возглавит «Справедливую Россию»
Миронов сказал, что вопрос об исключении Гудкова из партии выставляться не будет:

Так вопрос не ставился, такого вопроса не было. Если это правда (ролик) — это не товарищеское поведение, и в своем товарищеском кругу мы оценку дадим.— Блог С. Миронова
Также на видео обсуждались вопросы об «Ультиматуме для Горбенко», «О возможном союзе с Прохоровым» и «Заговоре против Навального».

### Обвинение в преследовании служителей церкви
Во время работы в КГБ, по утверждению протоиерея Владимира (Шибаева), проживающего во Франции, которое тот дал изданию «Правда.Ру», в 1985 году проводил обыски и вёл изматывающие допросы служителей церкви, преследовал Шибаева, использовал аморальные методы и украл его имущество.
В ответ на это Гудков в интервью «Известиям» заявил, что, будучи офицером КГБ, «никогда не участвовал в обысках священников» и служил в Коломне, а не в Одинцовском районе, в котором проживал Шибаев. «Я вообще-то награждён орденом Русской православной церкви за то, что много лет с помощью моей компании помогал Церкви. Несколько лет охранял бесплатно монастыри, которые реставрировались, у меня прекрасные отношения с духовенством в Коломне. Хорошие отношения личные с Ювеналием Коломенским. Если я все это делал, уверяю, меня бы не наградили орденом»
Издание The New Times считает, что фамилию Гудкова протоиерею Владимиру (Шибаеву) «помог вспомнить» корреспондент «Правды.Ру», и подчёркивает, что сам Шибаев во время «очной ставки» по телефону, которое устроило издание, отказался разговаривать и узнавать Гудкова по голосу.

## Семья и личная жизнь
Познакомился со своей будущей женой ещё в школьные годы.
Его жена — Мария Петровна Гудкова (в девичестве — Кареткина), председатель совета директоров объединения структур безопасности «Оскордъ».
- Старший сын, Дмитрий Гудков, в декабре 2011 года стал депутатом Государственной думы РФ VI созыва (фракция «Справедливая Россия»), политик[51], являлся соучредителем Молодежной общественной палаты и лидером молодёжного движения ООМО «Молодые социалисты России»[52].
  - Внуки — Анастасия, Иван, Александр[источник не указан 465 дней].

- Младший сын, Владимир Гудков — генеральный директор коллекторского агентства «Центральное долговое агентство»[источник не указан 465 дней].

В свободное время Геннадий Владимирович Гудков увлекается спортом и игрой на баяне.
В декабре 2014 года приобрел элитную квартиру площадью 137 м² в центре Лондона за 2,5 миллиона фунтов стерлингов.

## Фильмография
- 2012 — Срок (документальный фильм) — режиссёры Алексей Пивоваров, Павел Костомаров и Александр Расторгуев.
- Интервью 03.12.2012 — «При Нарышкине парламент стал значительно хуже, чем при Грызлове»

## Награды
- Медаль ордена «За заслуги перед Отечеством» II степени (21 мая 2008 года) — за заслуги в законотворческой деятельности, укреплении и развитии российской государственности[54]